# Перес, Джордж
Джордж Перес (англ. George Pérez; 9 июня 1954[…], Южный Бронкс, Нью-Йорк, США — 6 мая 2022, Санфорд, Флорида) — американский сценарист и художник комиксов, более всего известный по участию в работе над сериями «Мстители», «Юные Титаны», «Чудо-женщина». Сценарист Питер Дэвид назвал Переса своим любимым художником-соавтором.

## Биография и карьера

### Ранние годы
Семья Переса переехала в 1940-е годы из Кагуас, Пуэрто-Рико в Бронкс, Нью-Йорк, где стала одним из основателей большого пуэрто-риканского сообщества. После переезда родители Джорджа начали работать на фабрике. В возрасте пяти лет Перес увлёкся рисованием, что определило всю его последующую жизнь. Со временем вся семья переезжает во Флашинг, Куинс, Нью-Йорк.

### Начало карьеры
Первым опытом Переса в профессиональной карьере создателя комикса стала работа ассистентом художника Рича Баклера в 1973 году. В течение года Джордж Перес успел поучаствовать в работе над серией приключенческих стрипов «Sons of the Tiger», публикуемых издательством Marvel в журнале Deadly Hands of Kung Fu, а также стал художником комиксов по сценариям писателя Билла Мантло. В дуэте с этим писателем был создан первый пуэрто-риканский супергерой Marvel: White Tiger. Данный персонаж вскоре стал появляться в цветных комиксах Marvel, чаще всего в сериях про Человека-паука.
Известность пришла к Пересу, когда он начал иллюстрировать серию «Мстители». Он подключился к работе над серией с 141-го выпуска. На стиль его первых работ оказало большое влияние творчество Джека Кёрби, одного из ведущих художников Marvel в 1960-х годах. При этом Джордж воссоздавал более реалистичную анатомию персонажей и старался отобразить нарисованный мир как можно ярче. В 1970-х Перес иллюстрирует ещё несколько комиксов Marvel, таких как, Creatures on the Loose, «Нелюди» и «Фантастическая четвёрка». Большая часть выпусков серии «Фантастическая четвёрка», иллюстрированных Пересом, была создана по сценариям Роя Томаса и Лена Уэйна, но при создании Fantastic Four Annual Перес начал работать в тесном сотрудничестве с писателем Марвом Вольфманом.

### TheNew Teen Titans

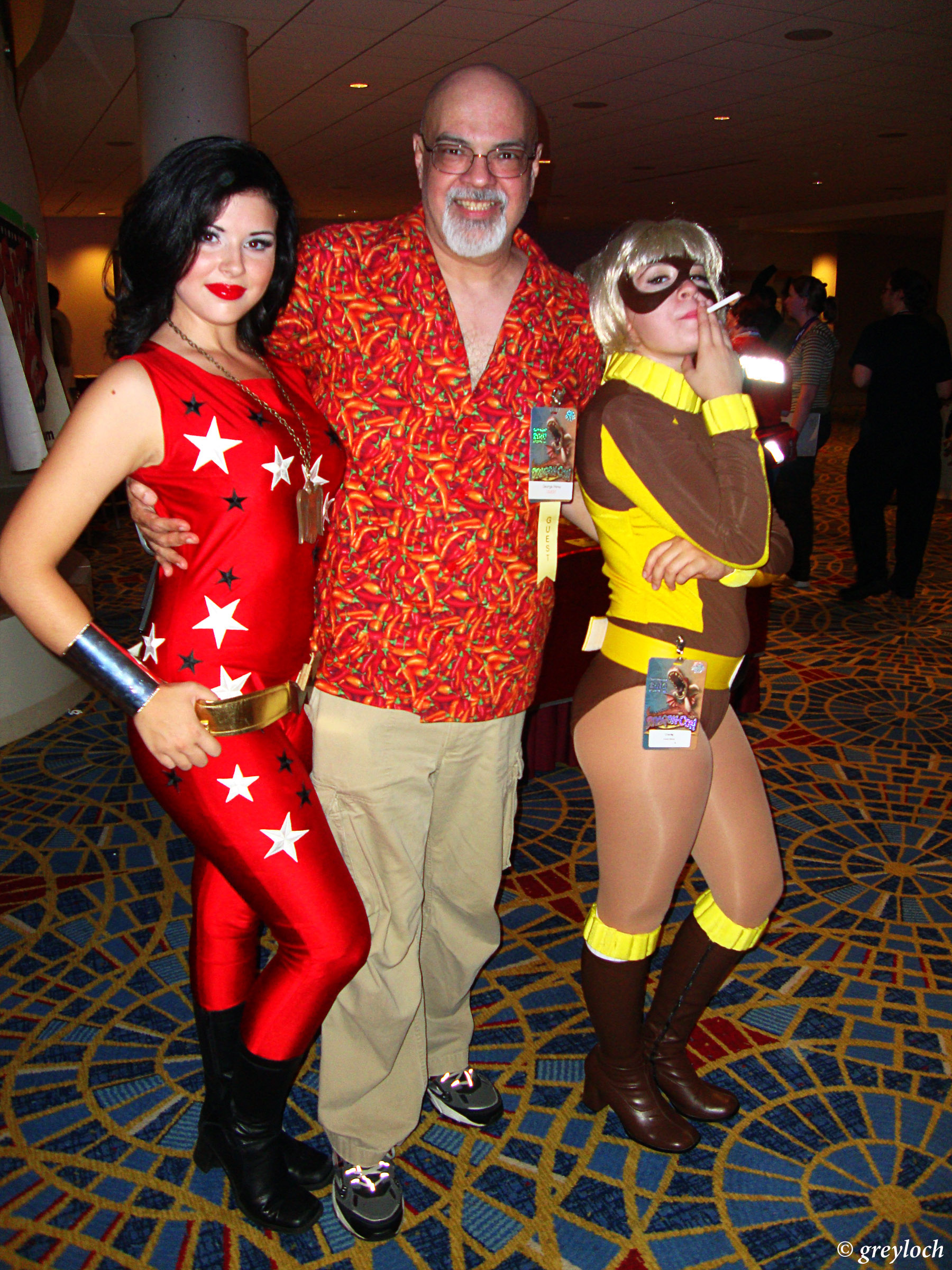
Джордж Перес на Dragon Con 2010 с косплеерами Wonder Girl (слева) и Terra (справа)

В 1980 году, продолжая работу над серией «Мстители», Джордж начинает сотрудничать с прямыми конкурентами Marvel — DC Comics. Поучаствовав в запуске серии «Юные Титаны», где автором сценария выступал Вольфман, Перес с воодушевлением воспринял возможность иллюстрировать «Лигу Справедливости». Как сказал сам Перес: «Это выглядело как хороший прогресс, по сравнению с „Мстителями“» («англ. seemed like a natural progress from the Avengers»). Художник Дик Дижник, долгое время рисовавший «Лигу Справедливости», умер примерно в это время, дав возможность Пересу занять должность. Популярность Переса среди фанатов Лиги дала его карьере взлет вместе с серией комиксов The New Teen Titans. Серия была запущена специальным превью в DC Comics Presents № 26 (октябрь 1980 года). Эта версия Титанов должна была стать ответом DC на увеличение популярности Людей Икс издательства Marvel, и Вольфман и Перес справились с задачей, принеся компании успех. В августе 1984 года теми же авторами была запущена вторая серия о Новых Титанах. Более того, стиль Переса по мере работы над серией улучшался, что сделало его одним из самых популярных художников в индустрии комиксов. Это доказывает список полученных им наград.

### «Кризис на Бесконечных Землях»
В 1984 году Перес берет перерыв в работе над серией The New Teen Titans, чтобы вместе с Марвом Вольфманом сосредоточиться на следующем проекте, который реализовался в 1985 году, на 50-ю годовщину DC, и впоследствии получил название «Кризис на Бесконечных Землях» (англ. Crisis on Infinite Earths). Согласно заявлениям, серия покажет каждого персонажа, когда-либо созданного DC, в сюжете, радикально меняющем всю структуру Вселенной DC. Перес был рисовальщиком серии, а контуровщиками являлись Дик Джордано, Майк Декарло и Джерри Ордуэй. После работы над «Кризисом», в сентябре 1986 года, Перес занялся последним выпуском о Супермене (выпуск Superman #423). Автором сценария выпуска, являющегося 1-й частью двучастной истории «Whatever Happened to the Man of Tomorrow?» (рус. «Что случилось с человеком завтрашнего дня?»), стал Алан Мур, художником-рисовальщиком был Курт Свон, а Перес выполнил работу контуровщика. Через месяц Перес, в качестве художника, вошёл в команду авторов выпуска Batman #400 (октябрь 1986 г.). В том же году Перес и Вольфман снова объединились, работая над ограниченной серией «История Вселенной DC» (англ. History of the DC Universe), подводящей итог всей новой истории компании. Перес являлся автором обложки ролевой игры DC Heroes, выпущеной в 1985 году компанией Mayfair Games, а также автором обложки ролевой игры Champions, выпущенной в 1989 году компанией Hero Games.

### Wonder Woman
В 1987 году была перезагружена серия комиксов о Чудо-женщине. Сценарист комиксов Грег Поттер несколько месяцев работал с редактором Дженис Рэйс над возможными аспектами истории персонажа, прежде чем объединить усилия с Пересом. Перес стал автором сюжета и рисовальщиком для историй о Чудо-женщине, вдохновивляясь работой Джона Бирна и Фрэнка Миллера над новыми воплощениями Супермена и Бэтмена. Перезапущенная история сделала персонажа ещё более тесно связанным с греческими богами и избавилась от многих лишних деталей. Первоначально над историями работали Перес, Поттер и Лен Вейн (англ. Len Wein), но в конечном счёте Перес принял на себя обязанности единственного автора. Позднее примерно на год к нему в качестве соавтора присоединилась Минди Ньюэлл. Серия комиксов о Чудо-женщине, как об одном из ключевых персонажей DC, оказалась очень успешным перезапуском истории, несмотря на то что в то время она не была так популярна, как серия о Титанах или «Кризис». В общей сложности Перес работал над серией Wonder Woman в течение пяти лет, взяв перерыв в качестве художника после выпуска Wonder Woman #24, но оставаясь автором сценария для данной серии комиксов вплоть до выпуска Wonder Woman #62, вышедшего в 1992 году. Перес вернулся к серии комиксов о Чудо-женщине в 2001 году в качестве соавтора (вторым автором являлся сценарист/художник Фил Хименес) двучастной истории, рассказанной в выпусках Wonder Woman #168-169. Также Перес стал автором обложки, а для некоторых кадров и художником, для выпуска Wonder Woman #600 (август 2010 г.).

### «Новые Титаны»
В 1988 году Перес возвращается к серии The New Teen Titans, которую переименовали в The New Titans (рус. «Новые титаны»), выступив в качестве соавтора сюжета/рисовальщика для выпуска The New Titans #50 (декабрь 1988). В данном выпуске были представлены новая история происхождения Чудо-девушки, её связь с Чудо-женщиной, утраченная в ходе событий «Кризиса на Бесконечных Землях». Перес вернулся в качестве рисовальщика на время издания выпусков The New Titans #55, #57 и #60, а также раскадрировал выпуски The New Titans #58-59 и 61, художником-рисовальщиком которых выступил Том Граммет, а контуровщиком — Боб МакЛеод. Сюжетная линия этих выпусков, «A Lonely Place of Dying» (рус. «Одинокое место, чтобы умереть»), сюжетом перекликаясь с серией выпусков о Бэтмене (в частности, с выпуском Batman № 442 (декабрь 1989 г.)), показав Тима Дрейка как нового Робина. Также, перед тем как сделать очередной перерыв в работе над серией, Перес вернулся в качестве контуровщика обложек на время издания выпусков The New Titans #62-67 (также в качестве соавтора сюжета выпусков The New Titans #66-67).

### «Супермен»
Имя Переса в различные периоды его карьеры тесно связывали с персонажем Супермена. Известно, что он разработал дизайн фирменного боевого костюма Лекса Лютора для выпуска Action Comics #544 (июнь 1983 г.). Новый облик злодея стал праобразом для фигурки Лютора из линии игрушек Super Powers Collection и впоследствии неоднократно использовался в различных сериях комиксов DC. Перес выступил в качестве рисовальщика для выпуска DC Comics Presents #61 (сентябрь 1983 г.), в котором впервые представлен союз Супермена и OMAC (One-Man Army Corps, рус. «Армейский корпус в одном человеке»). Несколько лет спустя Перес выполнил работу контуровщика карандашных рисунков Джона Бирна для выпуска Action Comics #600 (март 1988 г.), объединившего персонажей Супермена и Чудо-женщины. Перес работал в качестве художника некоторых частей выпуска Action Comics Annual #2 (1989), после чего приступил к работе над всей серией «Action Comics», начиная с выпуска Action Comics #643 (июль 1989 г.). Его обязанности сильно варьировались, он выступал то сценаристом/художником серии, то сосценаристом/автором структуры сценария, обеспечивая деление сюжета на выпуски, то работал с историями Роджера Стерна и художников Бретта Бридинга и Керри Гэмилл, приняв на себя обязанности автора обложки для выпусков серии. Также Перес некоторое время работал над серией Adventures of Superman (рус. «Приключения Супермена»), выступив в качестве автора сюжета для выпусков Adventures of Superman #457-459 (август — октябрь 1989 г.) и в качестве контуровщика для выпуска Adventures of Superman #461 (декабрь 1989 г.). Он прекратил работу над серией «Action Comics» после вылуска Action Comics #652 (апрель 1990 г.), так как из-за одновременной работы над историями Супермена и Чудо-женщины у него была слишком большая рабочая нагрузка.

### War of the Godsи «Перчатка Бесконечности»
В 1991 году у Переса возникают проблемы при работе с DC. Он заявил, что с самого начала сюжетной линии, начатой в серии о Чудо-женщине и мелькнувшей в других сериях, он испытывает затруднения с написанием сюжетной линии War of the Gods, главным образом из-за проблем редакции. Пересу казалось, что DC Comics не собирается отмечать 50-летие со дня создания персонажа Чудо-женщины. Более того, DC не поставляла серию War of the Gods в газетные киоски, из-за чего серию можно было купить только в специализированных магазинах комиксов. Перес также является автором сюжетного хода, согласно которому Стив Трэвор и Этта Кэнди поженятся в последнем выпуске. Однако DC передало авторство серии комиксов о Чудо-женщине сценаристу Уильяму Месснеру-Лубсу и поручила написание свадебной сцены ему, и когда Перес узнал об этом, то на несколько лет разорвал всякие связи с DC.
В этом же году Перес был нанят Marvel Comics в качестве рисовальщика ограниченной серии из шести выпусков под названием «Перчатка Бесконечности», автором сценария которой был Джим Старлин. Однако из-за волнений по поводу War of the Gods Перес не сумел выполнить карандашные рисунки всей серии и покинул проект после выпуска Infinity Gauntlet #4. Творческая команда серии решила, что художник на замену сможет закончить серию, и поэтому Переса сменил Рон Лим (хотя Перес оставался в качестве контуровщика рисунков Лима до самого окончания ограниченной серии).
Из-за ухода из творческой группы серий War of the Gods и «Перчатки Бесконечности» у Переса появилась репутация автора, который не может закончить свои творения. Работа с независимым издательствами, такими как Malibu Comics (в качестве художника для серий Break-Thru и Ultraforce (обе серии являются частью Ультравселенной Malibu)) и Tekno Comix (над серией I-Bots), только подтвердила эту репутацию. Несмотря на то, что оба импринта заплатили Пересу неплохой гонорар, у него пропал энтузиазм к рисованию персонажей и он утратил интерес к созданию серий комиксов в качестве художника.

### 1990-е и возврат к Мстителям
В 1990-х Джордж Перес вышел из поля зрения общественности несмотря на то, что в этот период он работал над несколькими проектами, включая комикс-адаптацию фильма «Парк Юрского периода», изданную в 1993 году Topps Comics — автором сценария адаптации стал Уолт Симонсон, рисовальщиком был Гил Кейн, Перес же выступил в качестве контуровщика, а также над сериями Sachs and Violens и Hulk: Future Imperfect, написанными сценаристом Питером Дэвидом. Питер Дэвид назвал Переса своим любимым художником-соавтором и одним из тех трёх художников, создавших зрительный ряд, очень близкий к задумке Дэвида при написании сценария (другими двумя были Леонард Кирк и Дэйл Кёун(англ. Dale Keown)).
В октябре 1996 года Перес вернулся в DC Comics, чтобы стать автором нового воплощения команды Юных Титанов. Серия Teen Titans vol. 2 была создана Дэном Джёрдженсом в качестве сценариста и художника и Пересом в качестве контуровщика, оба автора сотрудничали на протяжении 15 выпусков из двадцати четырёх запланированных. Серия завершилась в сентябре 1998 года.
В определённый период карьеры Перес работал над серией Silver Surfer vol. 2 (на протяжении выпусков Silver Surfer vol. 2 #111 — 123 (декабрь 1995 г. — декабрь 1996 г.)). В 1996 году он также стал автором спецвыпуска-кроссовера «Silver Surfer/Superman» (объединившего персонажей Супермена и Серебряного Сёрфера в одном сюжете). В конце концов Перес вернулся к выходившей на тот момент серии о Мстителях, автором сценария которой был Курт Бьюсик (англ. Kurt Busiek), и над которой проработал в течение трёх лет, вновь получив признание критиков и фанатов за свою блестящую и динамичную работу художника. После окончания работы над серией Перес и Бьюсик создали долгожданный межиздательский кроссовер JLA/Avengers, в котором встретились Лига Справедливости из Вселенной DC и Мстители из Вселенной Marvel и который увидел свет в 2003 году. Данный кроссовер должен был выйти ещё в 1980-х, но из-за разногласий между DC Comics и Marvel проект вынуждены были свернуть. Как художник сюжета, Перес нарисовал 21 страницу оригинального комикса, эти страницы не издавались до выхода в свет коллекционного издания в твердом переплете JLA/Avengers: The Collector’s Edition.

### Gorilla Comics и CrossGen
Авторству Переса принадлежит комикс-самиздат, незаконченная серия Crimson Plague (рус. «Алая чума»). Это научно-фантастический рассказ о пришельце с крайне токсичной кровью, первый выпуск которого был выпущен в 1997 году ныне не существующим издательством Event Comics. В июне 2000 года оригинальный первый выпуск был переиздан Gorilla Comics с дополнительными материалами и страницами следующего выпуска, вышедшего в сентябре 2000 года. Из-за высокой стоимости самиздатов Перес, испытывая финансовые проблемы и вогнав себя в долги, снова прекратил издание Crimson Plague. Библиографы Джорджа Переса включают в список работ и третий, неизданный выпуск Crimson Plague.
В начале нового века Перес работал на издательство CrossGen. Он был рисовальщиком в выпусках CrossGen Chronicles. Его основной работой для издательства были карандашные рисунки для серии Solus. Несмотря на то, что данная серия была запланирована как объёмная книга комиксов, она была отменена после всего восьми выпусков из-за банкротства CrossGen.

### Возвращение в DC
В мае 2006 года Перес иллюстрировал альтернативную обложку для Официального Полного Путеводителя по ценам на книги комиксов (англ. Official Overstreet Comic Book Price Guide, 36-е издание), на которой изображена Чудо-женщина. Он также, в качестве художника, вместе со сценаристом Марком Уэйдом (англ. Mark Waid) стал автором первых десяти выпусков серии комиксов издательства DC Comics The Brave and the Bold (vol. 2, 2007—2010). В качестве художника Перес работал над продолжением «Кризиса на Бесконечных Землях», серией «Бесконечный Кризис». Также в список его работ входит серия Final Crisis: Legion of 3 Worlds, над которой он работал в 2008—2009 годах, что значит, что он внес свою лепту в каждую главу «кризисной трилогии». Дополнительно Перес работал с Марвом Вольфманом над киноадаптацией арки Teen Titans под названием «Judas Contract» (рус. «Контракт Иуды»), которую планировалось выпустить сразу на DVD, однако проект был заморожен.

### The New 52
В сентябре 2011 года DC Comics запустили новую серию о Супермене под названием Superman, автором сценария, а также разбивщиком сценария и автором обложки, которой стал Перес, а художниками — Хесус Мерино и Никола Скотт. Перес работал над серией вплоть до выпуска Superman #6. В том же месяце состоялось издание графического романа в твердом переплете The New Teen Titans: Games (рус. «Новые юные титаны: Игры»), воссоединившее творческую группу Вольфмана и Переса. Примерно в то же время он был контуровщиком карандашных рисунков Дэна Джердженса для серии о Зелёной стреле, возродившей команду Юных Титанов середины 1990-х. Также Перес и Кевин Магуайр поочерёдно работали в качестве художников над возрождением серии Worlds' Finest, автором сценария которой был Пол Левиц.
В июле 2012 года Перес обосновал свой отказ от дальнейшей работы над серией о Супермене реакцией на то, что он испытывал постоянный надзор со стороны редакции. Этот надзор заключался в постоянном беспричинном переписывании сценариев, неспособности редакторов объяснить некоторые аспекты истории Супермена версии The New 52 (например, возможность/невозможность того, что его родители всё ещё живы) и ограничениях, вводимых с целью совместимости истории с сюжетом серии Action Comics, запущенной на пять лет раньше серии Superman, тем более что автор сценария серии Action Comics Грант Моррисон не распространялся о дальнейшем развитии сюжета.

## Личная жизнь и смерть
Джордж Перес был женат на Кэрол Флинн (англ. Carol Flynn), которая страдает от диабета и перенесла операцию по устранению последствий диабетической ретинопатии.
Перес утверждал, что у него нет любимого героя, и поэтому он любит иллюстрировать истории о командах.
7 декабря Перес объявил о том, что в результате операции на печени у него выявили неоперабельную опухоль поджелудочной железы. Врачи отвели художнику от полугода до года жизни, и он решил не проходить лечение.
Джордж Перес скончался 7 мая 2022 года из-за осложнений, связанных с раком поджелудочной железы.

## Благотворительная деятельность и дань уважения
Перес был сопредседателем благотворительной комиссии комикс-индустрии The Hero Initiative и работал в одном из комитетов этой комиссии, Комитете по Выплатам.
В 2005 году в одном из эпизодов сериала «Юные Титаны», «Go», основанном на выпуске The New Teen Titans #1, состоялось камео анимационной версии Переса. В эпизоде этого же мультсериала «For Real» Андрэ ЛеБланк нападает на банк, носящий имя Переса (Bank of Pérez). В игре в жанре MMORPG City of Heroes при игре за супергероев игрок находится на локации, названной Парк Переса (англ.  Pérez Park) в честь Джорджа Переса.

### DC
| - 52 #25 («Найтвинг») (2006) - Action Comics #544; #643—45; #647—52, Annual #2 (1989—90) - All-Star Squadron Annual #3 (в числе прочих художников, 1984) - Бэтмен #400 (в числе прочих художников, 1986) - The Brave and the Bold, том 2, #1—10 (2007—08) - «Кризис на Бесконечных Землях» #1—12 (1985—86) - DC Comics Presents (Юные Титаны — вкладка с предварительной историей) #26; (Супермен и OMAC) #61 (1980—83) - DC Universe #0 (в числе прочих художников, 2008) - DC Universe: Legacies #5—6 (2010) - Флеш (Firestorm) #289—93 (1980—81) - Heroes Against Hunger (в числе прочих художников) (1986) - Final Crisis: Legion of 3 Worlds минисерии, #1—5 (2008—09) - History of the DC Universe #1—2 (1987) - «Бесконечный Кризис», минисерия, #3—4, 6—7 (в числе прочих художников, 2006) - «Лига Справедливости», #184—86, 192—97, 200 (1980—82) - «Лига Справедливости», том 2, #0 (в числе прочих художников, 2006) - «Общество Справедливости Америки», том 2, #82 (2006) | - «Общество Справедливости Америки», том 3, #50 (в числе прочих художников, 2011) - «Юные Титаны», #1—4, 6—34, 37—50; Annual #1—3 (1980—85) - «Юные Титаны», том 2 #1—5 (1984—85); #50—57, 60 (1988—89) - New Teen Titans: The Drug Awareness (1983) - New Teen Titans: Games графическая новелла (2011) - Secret Origins #50 (1990) - Secret Seven, минисерия, #1 (2011) - Supergirl том 6, #8 (2012) - Супермен том 3 #1—6 (2011—12) - Tales of the New Teen Titans, минисерия, #1—4 (1982) - The Titans #25 (в числе прочих художников) (2001) - «Юные Титаны», том 2, #50 (в числе прочих художников) (2007) - T.H.U.N.D.E.R. Agents #4 (2011) - «Чудо-женщина» #600 (в числе прочих художников) (2010) - «Чудо-женщина», том 2, #1—24, Annual #1 (в числе прочих художников) (1987—88) - War of the Gods минисерии, #1—4 (1991) - Worlds' Finest #1—7, #8—9 (2012—13) - World's Finest Comics («Юные Титаны») #300 (1984) |

### Image
| - Crimson Plague #1—2 (2000) | - Клинок ведьм #92 (в числе прочих художников, 2005) |

### Marvel
| - Astonishing Tales (Deathlok #25 (1974) 2-х страничный юмористический стрип, первая опубликованная работа для Marvel) - «Мстители» #141—44, 147—51, 154, 155, 160—62, 167, 168, 170, 171, 194—96, 198—202; Annual #6, 8 (1975—80) - «Мстители» (том 3) #1—15, 18—25, 27—34 (1998—2000) - Bizarre Adventures (Человек-лёд) #27 (1981) - Creatures on the Loose (Джон Джеймсон) #33—37 (1975) - Deadly Hands of Kung Fu (Sons of the Tiger) #6—14, 16—17, 19—21, 30 (1974—76) - «Фантастическая четвёрка» #164—67, 170—72, 176—78, 184—88, 191—92, Annual #14—15 (1975—80) - «Халк» #435 (1995) - Hulk: Future Imperfect, минисерия, #1—2 (1992—93) - «Перчатка Бесконечности», минисерия, #1—4 (1991) - «Нелюди» #1—4, 8 (1975—76) - Logan's Run #1—5 (1977) | - «Люк Кейдж» #27 (1975) - Marvel Comics Super Special #4 (1978) - Marvel Fanfare («Чёрная вдова») #10—13 (1983—84) - Marvel Premiere («Джон Джеймсон») #45—46 (1978—79) - Marvel Preview #20 (1980) - Marvel Two-in-One #56—58, 60, 64—65 (1979—80) - Monsters Unleashed #8 (1974) - Sachs and Violens, минисерия, #1—4 (1994) - «Серебряный Сёрфер» том 3 #111—123 (1995—96) - «Громовержцы», ежегодник 1997 (в числе прочих художников, 1997) - «Ultraforce/Мстители» (1995) - Unknown Worlds of Science Fiction #2—3 (1975) - What If…? («Нова») #15 (1977) — первая совместная работа в сотрудничестве с Марвом Вольфманом - X-Men Annual #3 (1979) |

### DC и Marvel совместно
- JLA/Avengers, минисерия, #1—4 (2003)

### Только обложки

#### DC
| - Action Comics #529, 602, 643—652 (1982—90) - Adventure Comics #484—86, 490 (1981—82) - Amethyst, Princess of Gemworld #5—11 (1983—84) - «Бэтмен» #436—42 (1989) - Batman and the Outsiders #5 (1983) - Best of DC Blue Ribbon Digest #17—18, 21—24, 35, 50, 61, 69 (1981—86) - Blackest Night: Titans, минисерии, #3 (2009) - DC Special Blue Ribbon Digest #19 (1982) - DC Comics Presents #38, 94 (1981—86) - «Флеш» (vol. 2) #15—17 (1988) - «Зелёный Фонарь» #132, 141—44 (1980—81) | - «Бесконечный Кризис» #1—7 (2005—06) - «Общество Справедливости Америки» #83—87 (2006) - «Лига Справедливости» #201—05, 207—09, 212—15, 217—20 (1982—83) - Justice Leagues of JL?, Aliens, Amazons, Arkham, Atlantis, JLA (2001) - Legion of Super-Heroes #268, 277—81, 300 (1980—83) - «Юные Титаны» #5 (1981) - «Супермен» #364 (1981) - Teen Titans Spotlight #1, 19 (1986—88) - «Чудо-женщина» #283—84 (1981), #300 (1983) - «Чудо-женщина», том 2, #25—32, 45—60, 120, Annual #2 (1988—97) - World’s Finest Comics #271, 276—78 (1981—82) |

#### Marvel
| - «Мстители» #163—166, 172—174, 181, 183—185, 191—192 (1977—80) - «Капитан Америка» #243, 246 (1980) - «Защитники» #51, 53, 54, 59, 64 (1977—78) - «Фантастическая четвёрка» #183, 194—197 (1977—78) - FOOM #19 (1977) - «Железный человек» #102, 103 (1977) - Man Called Nova #14 (1977) | - Marvel Holiday Special #1 (1994) - Marvel Team-Up #65 (1978) - Marvel Two-In-One #32—33, 42, 50—52, 54, 61—63, 66, 75 (1977—81) - Mighty Mouse #4, #7 (1991) - Ultraforce/Avengers: Prelude (1995) - X-51 #5 (1999) - «Люди Икс» #112, 128 (1979) |

#### DC и Marvel совместно
- Crossover Classics: The Marvel/DC Collection Vol. 1 TPB (1991)[55]

## Награды и премии
В 1979 году Перес получил Eagle Award в номинации «Лучшая продолжающаяся история» (англ. Best Continued Story) за работу над серией «Мстители» (#167, 168, 170—177), в 1980 году — уже в номинации «Лучшая обложка» (англ. Best Comicbook Cover) за выпуск «Мстителей» #185, а в 1986 году в номинации «Лучший художник» (англ. Favourite Artist (penciller))..
В 1986 году Перес получает Inkpot Award.
В 1985 году, в своей работе Fifty Who Made DC Great, изданной в честь своего 50-летия, издательство DC Comics называет Джорджа Переса одним из 50 лучших.
В 1985 году работа «Юные Титаны» #50 (выполненная совместно с Марвом Вольфманом и Ромео Тангхалом) получила премию Кирби в номинации «Лучший отдельный выпуск» (англ. Best Single Issue). В 1985 и 1986 годах кроссовер «Кризис на Бесконечных Землях» (созданный в сотрудничестве с Вольфманом) был представлен к премии Кирби в номинации «Лучшая законченная серия» (англ. Best Finite Series).
Джордж Перес несколько раз был назван победителем Comics Buyer's Guide, в том числе как «Лучший художник» (англ. Favorite Artist) в 1983 и 1985 годах, «Лучший график» (англ. Favorite Penciler) в 1987 году и «Лучший иллюстратор обложек» (англ. Favorite Cover Artist) три года подряд, в 1985—1987 гг.
Некоторые работы, над которыми работал Перес, получили премию CBG в номинации «Лучшая иллюстрированная история» (англ. Favorite Comic-Book Story):
- 1984 «The Judas Contract» из Tales of the Teen Titans #42-44 и Annual #3
- 1985 «Beyond the Silent Night» из «Кризиса на Бесконечных Землях» #7
- 1989 «A Lonely Place of Dying» из «Бэтмена» #440-442 и «Юных Титанов» #60-61

В 1985 году серия «Кризис на Бесконечных Землях» получила награду как «Лучшая ограниченная серия» (англ. Favorite Limited Series).